# Kvalsund-Schiff

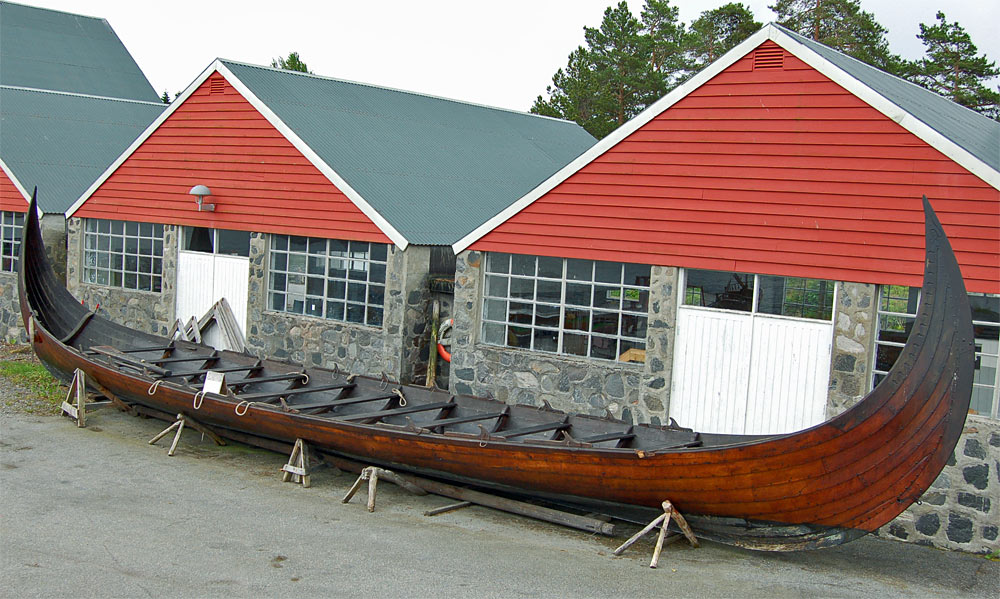
Der Nachbau des Kvalsundschiffes im Sunnmøre Museum in Ålesund

Das Kvalsund-Schiff ist ein Schiff der Vorwikingerzeit, das im Jahr 1920 bei Kvalsund auf der Insel Nerlandsøya in der Gemeinde Herøy im Fylke Møre og Romsdal in Westnorwegen gefunden wurde. Mittels C14-Methode wurde das Boot auf 690±70 datiert (Wikingerzeit beginnt 800 n. Chr.) Das Schiff hatte eine Länge von 18 m, eine Breite von 3,2 m und einen Tiefgang von 78 cm. Es konnte von 20 Mann gerudert werden. Es wäre möglich gewesen, das Schiff zu segeln, allerdings wurden keine Teile eines Mastes gefunden.

## Fund und Ausgrabung
Beim Torfstechen wurde 1920 auf dem Hofgelände von John J. Kvalsund ein Ruder im Moor gefunden. Das Bergen Museum wurde informiert und der Archäologe Haakon Shetelig reiste nach Kvalsund, um den Fund zu begutachten. In einer dreiwöchigen Grabung wurde das Schiff freigelegt und dokumentiert. Die Fundstücke wurden mit Karbolium und Leinöl konserviert und nach Bergen transportiert.

## Rekonstruktion
Im Jahr 1973 wurde von dem Bootsbauer Sigurd Bjørkedal eine originalgetreue Rekonstruktion des Kvalsund-Schiffes angefertigt. Diese ist im Sunnmøre Museum bei Ålesund ausgestellt. Die Originalfundstücke sowie ein Modell sind im Seefahrtsmuseum in Bergen ausgestellt.

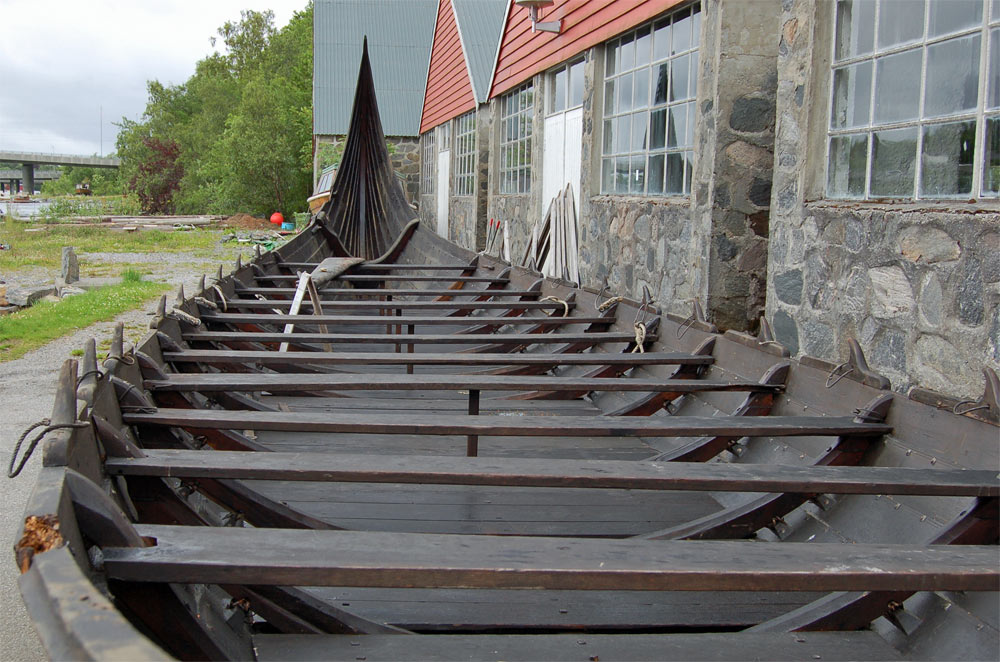
Innenansicht gesehen vom Bug zum Heck
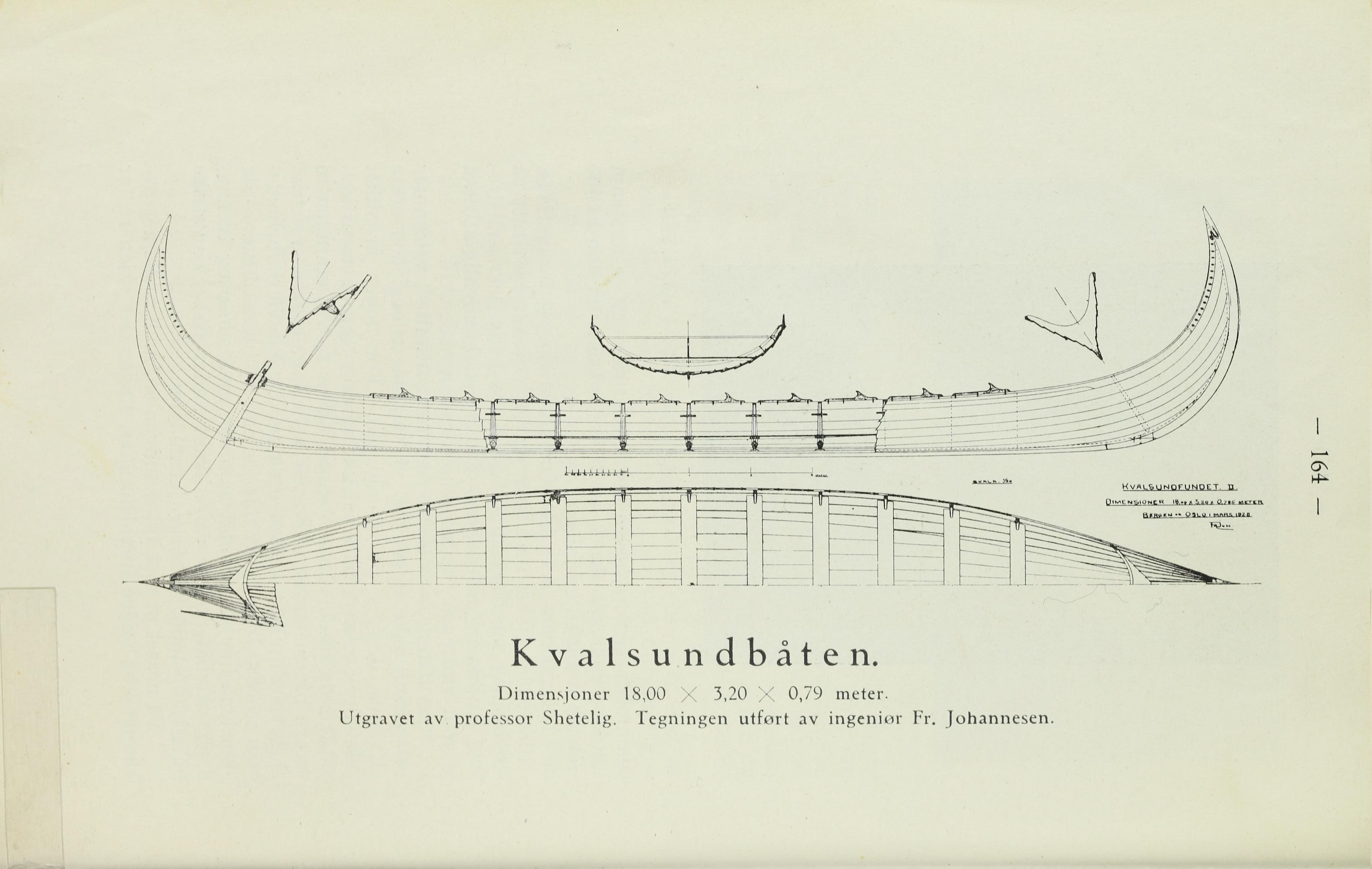
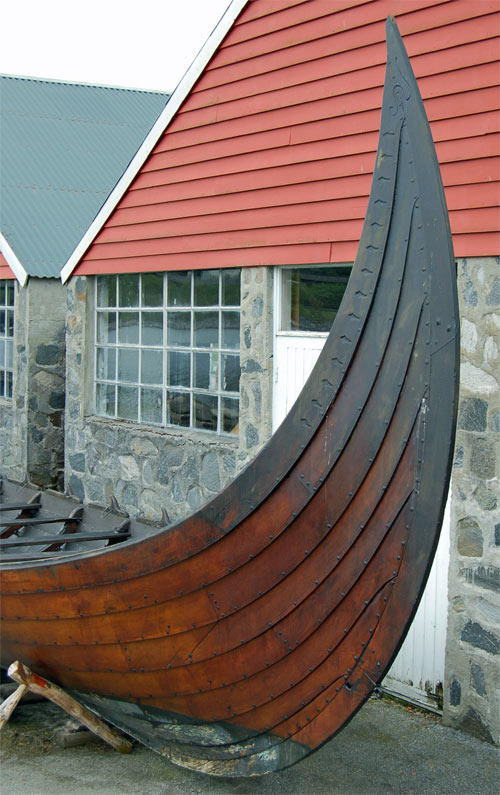
Der Bug des Kvalsund-Bootes

Zusammen mit dem Schiff wurde ein Boot mit zwei Ruderpaaren, ebenfalls nach dem Fundort Kvalsundfæring benannt, gefunden. Eine Rekonstruktion dieses Bootes ist im Herøy Kystmuseum ausgestellt.